# 司空
司空（しくう）は、かつて中国にあった官職である。時代により職掌・地位が異なる。

## 歴史

### 西周から漢初までの司空
空は西周時代の金文史料で「工」の字で書かれており、司工（司空）は土木工事、各種工作を掌った。
戦国時代の各国にも、秦や楚を除いて多くの国に置かれた。
戦国時代から漢代の文献や出土史料からは「都司空」「次司空」（『墨子』）・「国司空」（『商君書』）「県司空」「邦司空」（『秦律雑抄』）・「中司空」「郡司空」「宮司空」「県司空」（『二年律令』）・「獄司空」（『洪範五行伝』）などの存在が記されており、地方の様々な役所に司空が設置されていた。
前漢の中央政府に「司空」だけで呼ばれる官は見えないが、宗正の下に都司空令、少府の下に左司空令と右司空令、水衡都尉の下に水司空長があった。
秦漢時代に官の工事は刑徒を動員して行われることが普通で、司空は刑徒（囚人）の管理（治獄）と治水や各種土木工事（作事）をあわせて掌った。だが、前漢後期以後、治獄と作事の役割が分離するようになると、各地にあった「司空」の名称は次第に用いられなくなった。

### 儒教経典の司空
『書経』「堯典」には、舜帝が禹を司空にとりたて、水と土を平らげるよう命じたとある。『史記』も同じ内容を記す。『書経』「洪範」は、箕子の言葉として、夏・殷が禹の時代から受け継いだ八政の4番目に司空を挙げる。堯・舜・禹は実在しない伝説上の人物であるから、その事績も同じである。
『礼記』の一篇をなす「周礼」は、理想化した周の制度を記述して戦国時代に作られた書である。最高官である六官の一つに司空を配し、天地春夏秋冬に分けたうちの冬官とした。司空は土木・工作に携わる多くの官を率いた。
「周官」は東晋の時代に出現して『書経』に含められた偽書である。『周官』は司空を三公九卿の一つと位置づけた。最高位の三公の下にある九卿の一つ、その中でも六官の一つである。この司空は、国土を掌り、人民を住まわせ、土地をその性質と季節に従って活用することを任とした。
これらは伝説や創作であり、実際に行われた制度ではない。経典解釈では「空」の意味をめぐって様々な説が立てられた。

### 漢の大司空と司空
儒教経典に書かれた架空の司空は、上古の制度にならおうとする儒教思想により、後代に現実化した。
前漢末、成帝の綏和元年（紀元前8年）に御史大夫を大司空と改称したのがその始まりである。当初は司空に改称しようとして後から獄司空の存在を指摘され、これと区別するために「大」を覆加したという逸話が残されている 。哀帝の建平2年（紀元前5年）に、大司空は御史大夫の名称に戻されたが、元寿2年（紀元前1年）に再び、大司空と改称した。この大司空は、大司徒・大司馬とともに三公の一つであった。
新でも三公の大司馬、大司徒、大司空が置かれた。
後漢の建武27年（51年）、朱祜の上奏によって大司空は司空と改称された。以後、大司空はなくなり、司空として継承される。
献帝の建安13年（208年）6月、曹操によって三公制度が廃止されると設置されなくなったが、後漢から魏への禅譲により三公制度が復活すると、再び司空が設けられた。

### 南北朝以降
南北朝時代以降、司空は高官の一つとして設けられた。その職掌は様々である。三公の一つとされることも、それより下の官とされることもあった。
南朝の宋では軍の最高職として司空が置かれた。
隋では名誉職であり、兵権を持たなかった。
明では、工部尚書の別称として用いられた。
清では、工部尚書の別称として用いられた。